# Comuna Velîka Vedmejka, Manevîci
Velîka Vedmejka (în ucraineană Велика Ведмежка) este o comună în raionul Manevîci, regiunea Volînia, Ucraina, formată din satele Novi Pidțarevîci și Velîka Vedmejka (reședința).

## Demografie
Componența lingvistică a satului Velîka Vedmejka
     Ucraineană (99,58%)
     Alte limbi (0,42%)
Conform recensământului din 2001, majoritatea populației satului Velîka Vedmejka era vorbitoare de ucraineană (99,58%), existând în minoritate și vorbitori de alte limbi.